# Stampa transfer
Per stampa transfer si intende un processo di decorazione che prevede la creazione della grafica su una carta o un supporto in poliestere e che in un secondo tempo possa essere trasferito tramite temperatura e pressione sulla superficie da decorare. 
Questa tecnologia viene utilizzata per la decorazione di tessuti,  capi di abbigliamento, pelle e pelle sintetica, superfici verniciate resistenti alla temperatura, alcuni tipi di materie plastiche. 
Una variante della stampa transfer è la decalcomania che permette il trasferimento dell'immagine tramite l'uso di specifiche carte trattate con una resina idrosolubile. Il procedimento di trasferimento dell'immagine in questo caso avviene per immersione in acqua dei fogli stampati e scivolamento e adesione dell'immagine sull'oggetto da decorare sempre utilizzando l'acqua. La decalcomania è utilizzata per la decorazione di strutture di moto, biciclette, caschi e per la produzione con specifici appositi inchiostri delle decorazioni su oggetti in ceramica e porcellana.

## Tecnica
- Transfer a sublimazione
- Transfer serigrafico
- Decalcomania